# 奥多摩
奥多摩（おくたま）とは、東京都西部の山岳地帯を指す地域名。東京都西多摩郡奥多摩町を中心とするが、周辺の山域も含む。

## 概要

### 地名の由来
1920年（大正9年）、青梅鉄道が立川から二俣尾まで延伸された際、それより先の自治体がさらなる延伸を求めて青梅鉄道に建議書を提出した。鉄道の延伸は地方開発の使命であることや、その先の土地が景勝に富み遊覧保養に適していることなどを主張した。その動きの中で地元の有力者らによって1925年（大正14年）に保勝会が結成された。
保勝会は、多摩川上流の風景を生かしながら観光の推進を図ることを主目的としたが、そのためには地域を表すブランド名が必要であった。保勝会のネーミングをある林学者に相談したところ、『奥の細道』の「奥」をとったらどうかという提案があり、保勝会の名称も「奥多摩川保勝会」となった。
その後、会の名称から「川」の字を取り「奥多摩」を前面に出したキャンペーンを行うようになったことから、やがて地名としても定着したとされる。

### 範囲
秩父山地・関東山地に属し、広義の奥秩父に入る。東京都・埼玉県・山梨県・長野県にまたがる秩父多摩甲斐国立公園のうち、東部を形成する地域である。同公園の面積は126,259haで、そのうち東京都は35,298haが指定されている。
奥多摩エリアのほぼ全域が東京都の水源林でもある。多摩川流域は渓谷美でも知られる。奥多摩には、上越や日本アルプスの渓谷のような険しく深い山岳渓流はない。人里近い渓流にはわさび田や堤も目立ち、仕事道も多い。水源林に覆われ、巡視路も縦横に走る。
奥多摩エリアの範囲は諸説あるが、最も広く考えれば、多摩川の水源を育む山域すべてを包含する範囲で、奥秩父や大菩薩連嶺の一部とも重なる。一方、雲取山と後山川を結ぶ線の東側を指すことも多い。

## 自然環境

### 地形・地質
奥多摩の山々は、関東山地が関東平野に接する東南端に位置する。多摩川水系が浸食したV字谷が、この山域の地形を特徴づけている。北部の多摩川左岸や日原川流域は谷も山も深く、峻険。対照的に、南部の秋川流域は明るく開け、山容も穏やかである。
地質的には、仏像構造線から北の秩父層群、南の小河内層群、さらに南には五日市-川上構造線の南側から桂川にかけての小仏層群に三分される。

### 動植物
樹種は、約800mまではナラ、クリ、杉、桧など。800mから1500mまではシオジ、ブナ、シラカバ、カラマツなどとなる。三頭山や雲取山の1500m辺りはブナ林、1500mから2000mまでの針広混交帯ではイヌブナ、コメツガ、シャクナゲなどが見られる。

## 地域
奥多摩全域は、大まかに4つのブロックに分けられる。北から順に、
1. 日廣川北岸の山々。長沢背稜とその東に連なる蕎麦粒山から坊ノ折山にかけてと川苔山から本仁田山にかけての各稜線。
2. 雲取山から東に伸びる石尾根の山々。
3. 三頭山、御前山、大岳山の奥多摩三山を結ぶ奥多摩主脈稜線。
4. 南秋川流域の山々。笹尾根、浅間尾根と戸倉三山。

となる。概して、この順に山が深く、登山行程も長い。

### 北東部
「北部」に比べて標高が低い。黒山から日向沢ノ峰は東京都と埼玉県（飯能市）の境界となっている。
- 高水三山
  - 岩茸石山 (793m)
  - 高水山 (759m)
  - 惣岳山 (756m)
- 都県境
  - 黒山 (842.3m)
  - 棒ノ折山（棒ノ峰） (969m)
  - 長尾丸山 (958.4m)
  - 日向沢ノ峰（1356m）
- 川苔山周辺
  - 川苔山 (1363.7m)
  - 本仁田山 (1224.5m)
  - 赤久奈山 (923.6m)

### 北部

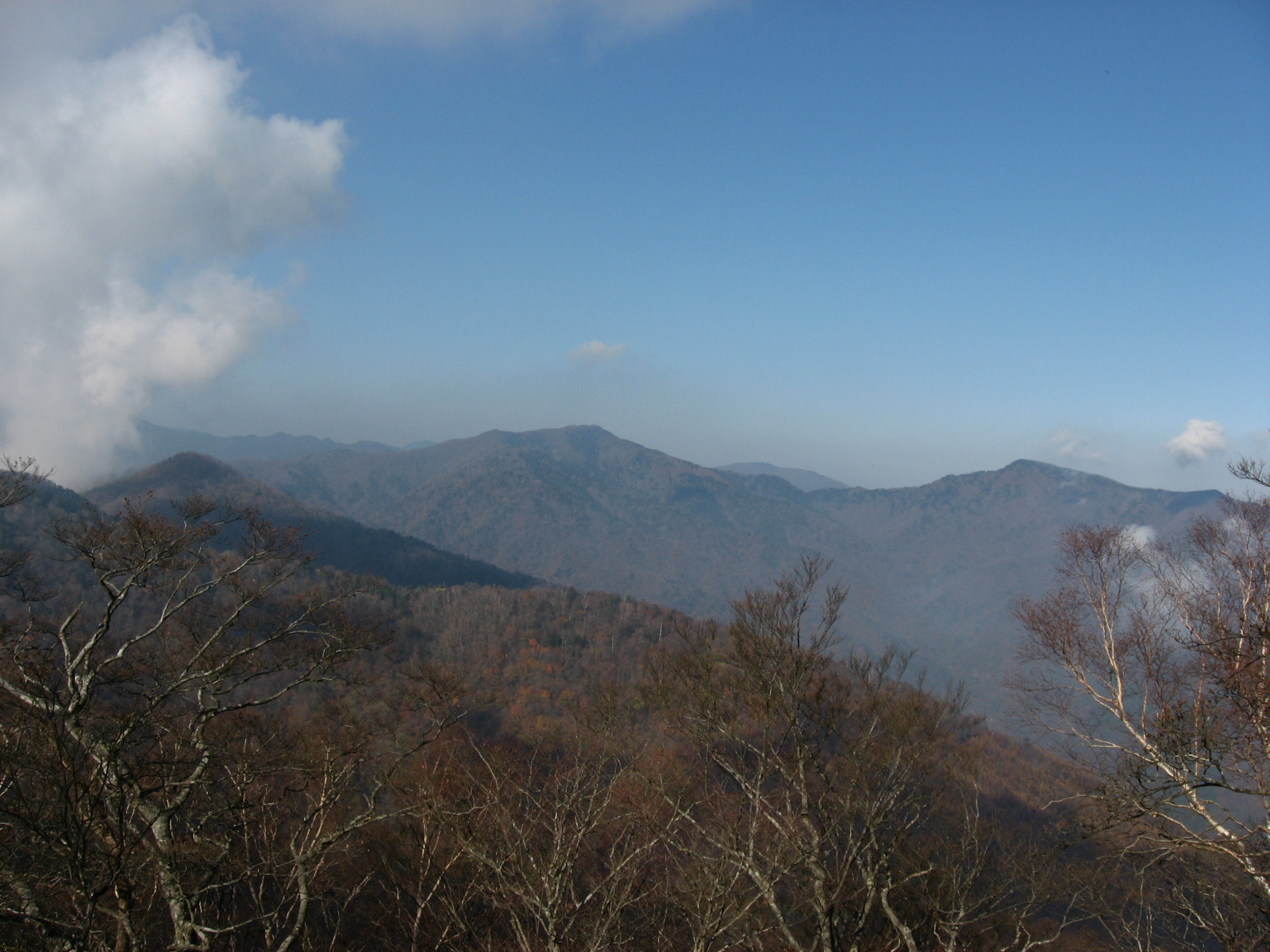
鷹ノ巣山より雲取山（中央）と芋木ノドッケ（右）

主脈は東京都と埼玉県（秩父市）の境界となっており、雲取山へ至る。
- 蕎麦粒山 (1493m)
- 天目山（三ツドッケ） (1576m)
- 七跳山 (1651m)
- 酉谷山 (1718.3m)
- 天祖山 (1723.2m)
- 水松山 (1699.2m)
- 長沢山 (1718.3m)
- 芋木ノドッケ (1946m)

### 中央部1（奥部、奥多摩湖・多摩川北部）

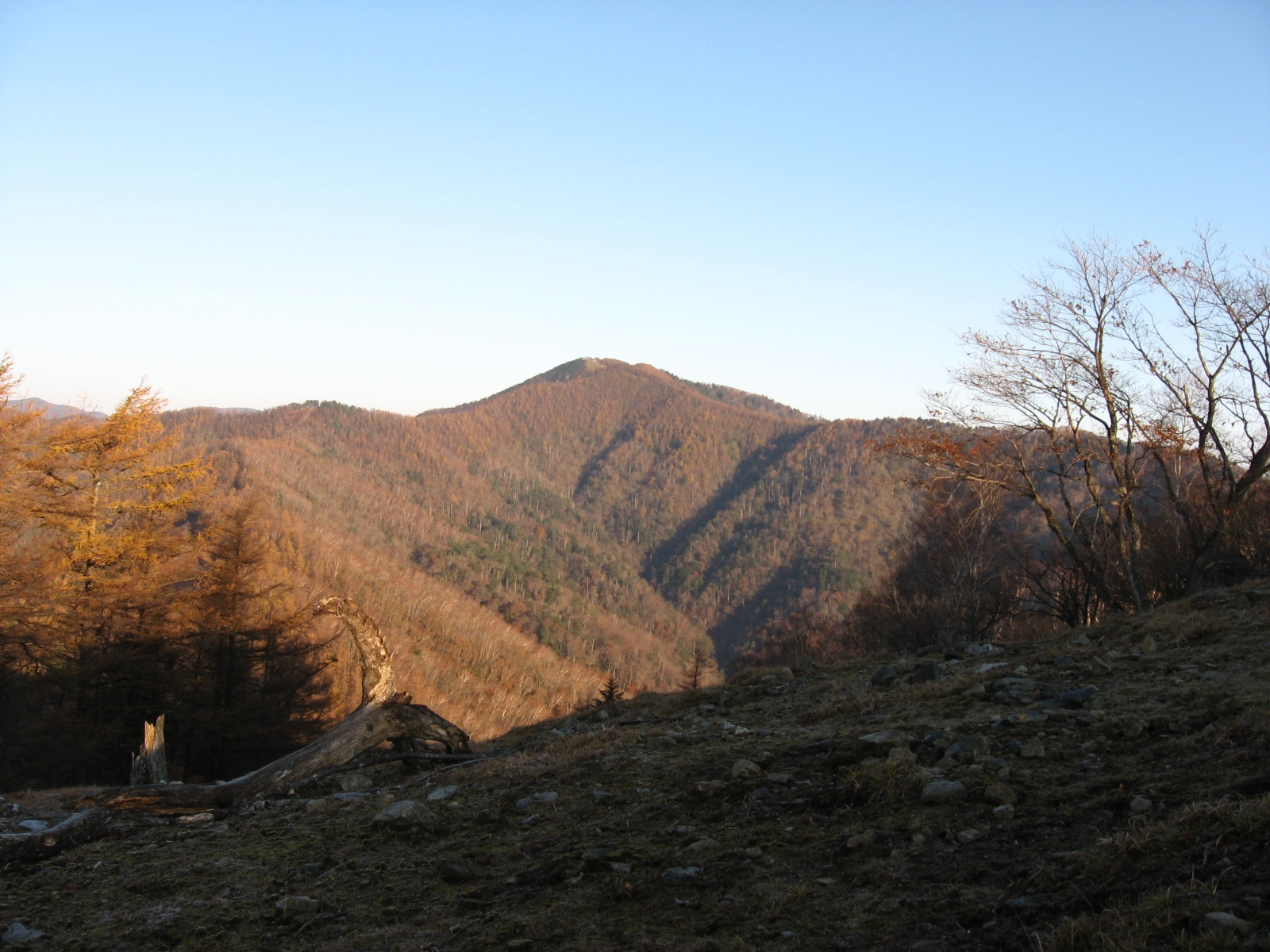
七ツ石山より雲取山

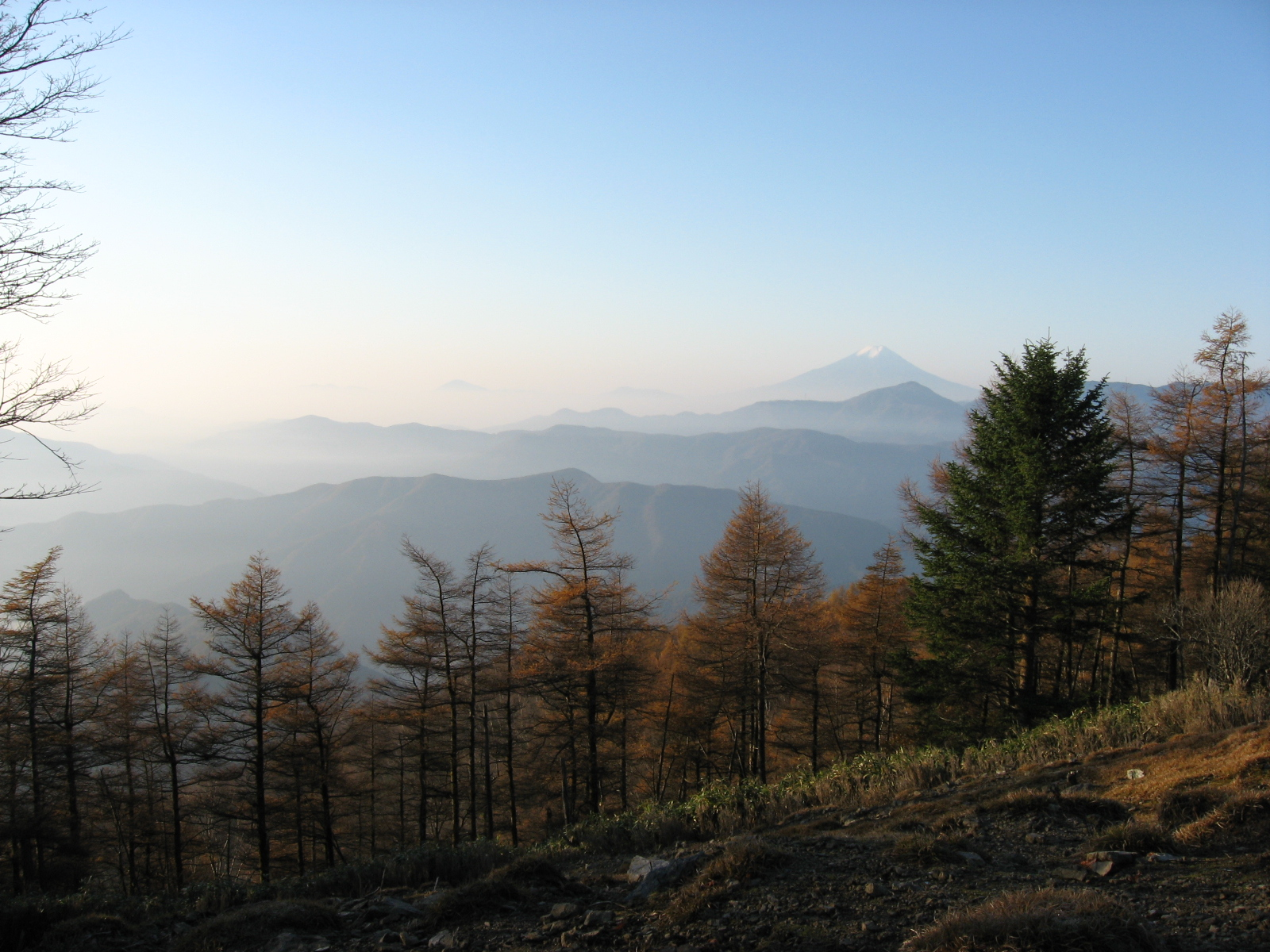
七ツ石山からの眺め

雲取山から鷹ノ巣山を経て六ツ石山に続く。七ツ石山までは東京都と山梨県（丹波山村）の境界が続き、高丸山からは東京都内の山々が臨める。
- 雲取山 (2017m)  - 東京都・埼玉県・山梨県の境界。東京都の最高峰で「奥多摩」の西端。
- 小雲取山 (1937m)
- 七ツ石山 (1757m)
- 高丸山 (1733m)
- 日陰名栗山 (1725m)
- 鷹ノ巣山 (1736.6m)
- 榧ノ木山 (1485m)
- 倉戸山 (1169m)
- 六ツ石山 (1478.9m)

### 中央部2（奥部、奥多摩湖・多摩川南部）
三頭山から御前山、大岳山を経て日ノ出山に続く。
- 三頭山 (1528m) - 東京都・山梨県の境界。「奥多摩三山」の一つ。
- 月夜見山 (1147m)
- サス沢山 (940m)
- 御前山 (1405m) - 「奥多摩三山」
- 鋸山 (1109m)
- 天地山 (981m)
- 大岳山 (1267m) - 「奥多摩三山」
- 高岩山 (920m)
- 御岳山 (929m)
- 大塚山 (920.3m)
- 日の出山 (902m)
- 麻生山 (794m)
- ヌカザス山 (1175m)
- イヨ山 (979m)
- 大寺山 (940m)
- 向山
- 鹿倉山 (1288m)

### 南部
三頭山から陣馬山へ笹尾根が続いている。三国峠までは東京都と山梨県（上野原市）の境界、その先は東京都と神奈川県（相模原市）の境界となっている。また、浅間尾根や戸倉三山は東京都の山である。
- 笹尾根（都県境）
  - 槇寄山 (1188.2m)
  - 笹ヶタワノ峰 (1157m)
  - 丸山 (1098.3m)
  - 土俵岳 (1005.2m)
  - 三国峠
  - 生藤山 (990m)
  - 醍醐丸 (867m)
- 浅間尾根
  - 一本松 (930.2m)
  - 浅間嶺（桧原山） (903m)
  - 松生山 (933.7m)
- 戸倉三山ほか
  - 臼杵山 (842.1m)
  - 市道山 (795.1m)
  - 刈寄山 (687m)
  - 今熊山 (505m)

## 施設
- 奥多摩駅
- 奥多摩ビジターセンター
- 奥多摩水と緑のふれあい館
- 東京都立奥多摩湖畔公園 山のふるさと村
- 氷川国際ます釣り場
- 鶴の湯温泉 (東京都)
- もえぎの湯
- 西東京バス氷川車庫
- 奥多摩観光案内所
- 奥多摩郵便局
- 青梅警察署奥多摩交番
- 奥多摩消防署
- 奥多摩町国民健康保険奥多摩病院
- 奥氷川神社
- 日原鍾乳洞
- 大増鍾乳洞
- 氷川キャンプ場[5]
- 生涯青春の湯 つるつる温泉
- 秩父多摩甲斐国立公園

## 交通

### 鉄道
JR青梅線の各駅、およびJR五日市線終点の武蔵五日市駅が主な拠点となる。雲取山へは秩父方面から秩父鉄道を利用するルートもある。所要時間はJR青梅線を利用した場合、立川駅から奥多摩駅まで約1時間である。

### 道路
奥多摩周遊道路など、東京近郊のドライブコースとしても知られる。
登山道の情報は、奥多摩ビジターセンターのホームページで確認できる。また、登山計画書は、青梅警察署、五日市警察署、青梅警察署・五日市警察署管内の交番・駐在所、または奥多摩駅や御嶽駅、武蔵五日市駅にて受け付けており、警察署には郵送も可能である。
なお、狩猟期（11月15日 - 翌年2月15日）には目立つ色の服装で、登山道を外れないように注意する必要がある。

## 関連文献
- 井原俊一『日本の美林』pp.130-137、岩波新書、1997年。ISBN 4004305160